# Digitossina
La digitossina è il glicoside digitalico più potente utilizzato in terapia. È quello che più è assorbito dal tratto gastrointestinale, ma contemporaneamente anche quello che dà più accumulo. Il farmaco è estratto a partire dalla digitalis purpurea e dalla digitalis lanata.

## Storia

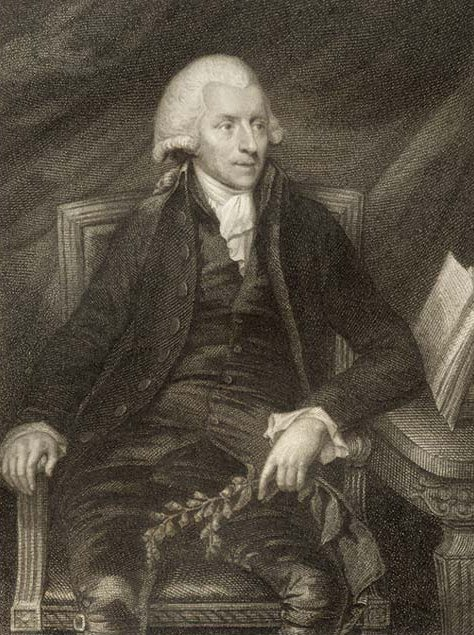
William Withering, autore del primo testo sulla digitale: "An Account of the Foxglove and some of its Medical Uses"

La prima descrizione sull'uso della digitale purpurea risale al 1775 ad opera di William Withering, un medico del General Hospital di Birmingham. Nella prefazione il dottor Withering afferma che si è deciso a scrivere dell'utilizzo della digitale affinché anche altri traggano qualche insegnamento dalla sua esperienza, prima che "un farmaco di tanta efficacia sia condannato e respinto come pericoloso ed ingestibile.
La prima accurata descrizione degli effetti terapeutici della digitale è invece contenuta è contenuta in nove casi clinici apposti da Erasmus Darwin nella tesi di laurea di suo figlio e pubblicata nel 1780.

## Farmacocinetica
Dopo somministrazione orale, il farmaco viene quasi completamente assorbito dal tratto gastrointestinale. Gli effetti terapeutici si manifestano nel giro di 30-120 minuti e si osservano per 2-3 settimane. L'effetto massimo viene raggiunto entro 4-12 ore. Il legame con le proteine plasmatiche è del 97%. Il volume di distribuzione è circa 0,6 l/kg. La concentrazione plasmatica terapeutica è compresa tra 15 e 25 ng/ml, mentre la concentrazione tossica è di 30-40 ng/ml.
Variazioni della calcemia e della kaliemia possono modificare questi valori.
L'emivita media della digitossina è di circa 7 giorni (3-16 giorni) e sembra non essere influenzata da eventuali alterazioni della funzione renale. Alte concentrazioni di digitossina sono state riscontrate in alcuni organi quali reni, miocardio e fegato. 
Una singola dose per il 60-80% è escreta per via renale, sotto forma di alcuni metaboliti (digitossigenina bisdigitossoside, digitossigenina monodigitossoside, digitossigenina, digossina, e corrispondenti digossigenina-derivati, epidigitossigenina, epidigossigenina, diidrodigitossina e prodotti di coniugazione con acido glucuronico). Il 20% della stessa dose singola è eliminato nelle feci. 
La digitossina è, a sua volta, un metabolita dell'acetildigitossina.

## Tossicità
La dose letale minima è stimata intorno a 3 mg. Gli effetti tossici si manifestano a concentrazioni plasmatiche superiori a 30 ng/ml.
I valori di DL50 nella cavia e nel gatto sono rispettivamente di 60 mg/kg e 0,18 mg/kg.

## Usi clinici
La digitossina è indicata nel trattamento della insufficienza cardiaca, soprattutto quando è presente fibrillazione atriale, nel trattamento del flutter atriale e della tachicardia sopraventricolare.

## Effetti collaterali ed indesiderati
Le manifestazioni avverse più frequenti associate al trattamento con digitossina sono: scialorrea, nausea, vomito, diarrea, cefalea, astenia, torpore, ed alterazioni della visione quali scotomi, visione indistinta, visione gialla. Gli effetti più temibili sono quelli associati alle alterazioni del ritmo cardiaco: extrasistoli ventricolari, bigeminismo, tachicardia ventricolare, dissociazione atrio-ventricolare, tachicardia giunzionale A-V, tachicardia atriale parossistica con blocco, blocco atrio-ventricolare completo.

## Controindicazioni
A causa della lunga emivita del farmaco esiste la possibilità che eventuali manifestazioni tossiche della digitossina compaiano anche dopo la sospensione.
Digitossina è controindicata in caso di ipersensibilità nota verso il farmaco oppure uno degli eccipienti.
Risulta inoltre controindicata in caso di blocco atrioventricolare, di fibrillazione atriale associata a sindrome di Wolff-Parkinson-White, nelle malattie degenerative del miocardio, nella tachicardia ventricolare e in caso di trattamento contemporaneo con sali di calcio. 
Deve essere usata con estrema cautela nei pazienti con insufficienza epatica proprio perché è il fegato la principale ghiandola di trasformazione della digitossina.

## Dosaggi terapeutici
La digitossina può essere somministrata sia per via orale che per via intramuscolare ed endovenosa. 
Nell'adulto, la dose iniziale è di 600 µg seguita da 400 µg dopo 4-6 ore, e infine, se necessario, 200 µg ogni sei ore fino ad una dose totale massima di 1,6 mg nell'arco di 1-2 giorni. La dose di mantenimento è variabile da 50 a 200 µg. 
Nel neonato prematuro e a termine, si somministrano inizialmente 22 µg/kg di peso corporeo in tre o più dosi giornaliere.
Nei bambini di età compresa tra due settimane e un anno, si somministrano 45 µg/kg divisi in tre o più dosi.
Nei bambini di uno-due anni, il dosaggio si riduce a 40 µg/kg, mentre in quelli di età superiore a due anni, 30 µg/kg in tre o più dosi.
È necessario prestare attenzione all'intervallo tra le somministrazioni che non deve essere comunque inferiore a sei ore. 
Le dosi di mantenimento sono approssimativamente il 10% della dose iniziale.

## Sovradosaggio
La lavanda gastrica ed il monitoraggio dell'elettrocardiogramma sono le misure più adatte ed efficaci quando l'ingestione o l'avvelenamento accidentale è recente. Per l'intossicazione in corso di trattamento cronico, quando non si ritiene sufficiente la semplice sospensione del farmaco, probabilmente la misura terapeutica più utile è la correzione dell'ipokaliemia. In letteratura esistono studi che hanno verificato la possibilità di ricorrere all'utilizzo di carbone attivo o resine quali la colestiramina per ridurre l'assorbimento del farmaco in corso di intossicazione.

## Interazioni
L'interazione più comune e clinicamente rilevante si verifica con farmaci che causano deplezione di potassio: l'effetto dei digitalici aumenta infatti in presenza di ipokaliemia. Anche l'ipercalcemia, ad esempio causata dalla somministrazione concomitante di sali di calcio o di farmaci che aumentano la calcemia, come i derivati della vitamina D, esalta gli effetti dei digitalici. 
Ne viene sconsigliata la somministrazione concomitante con chinidina sebbene in questo caso non sia mai stato provato con certezza un aumento dei livelli plasmatici di digitossina. 
I barbiturici, la fenitoina e la rifampicina generalmente accelerano il metabolismo della digitale. Nel caso della digitossina, è stata dimostrata una riduzione dei suoi livelli plasmatici e della emivita.
Verapamil, diltiazem e nifedipina alterano in misura decisamente minore i livelli plasmatici della digitossina rispetto a quanto non avvenga con i livelli plasmatici di digossina. Per tale motivo il rischio di intossicazione digitalica, in caso di utilizzo concomitante di questi farmaci, appare decisamente più basso.
È stato dimostrato che spironolattone aumenta invece l'emivita della digitossina.